# شهر قدیم اورشلیم

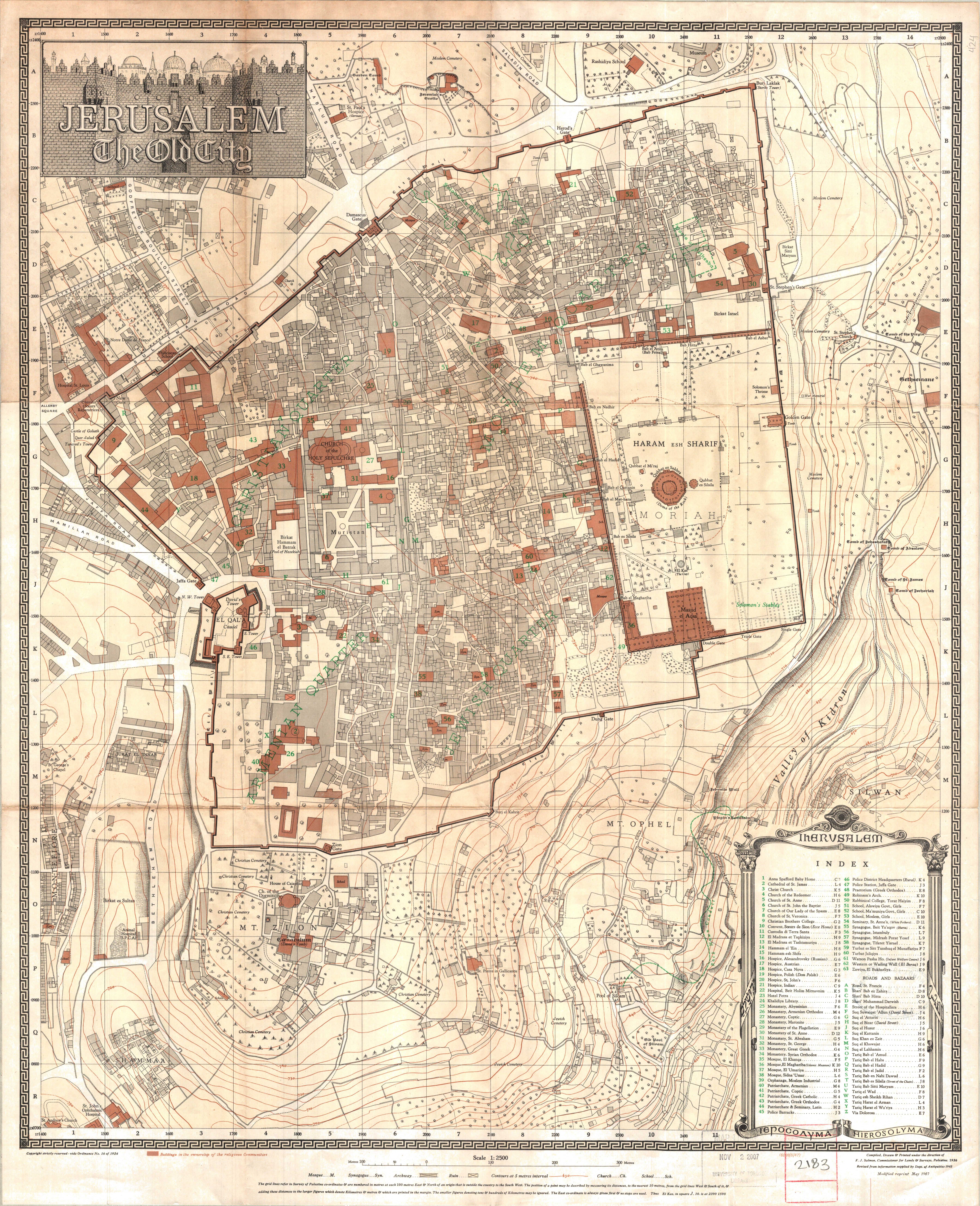
نقشه‌ای منتشرشده به‌تاریخ مه ۱۹۴۷ میلادی، از شهر قدیم و اماکن پیرامون حرم شریف و دیوار نُدبه. این نقشه توسط بررسی فلسطین (en) که یک ادارهٔ دولتی مرتبط با قیمومت بریتانیا بر فلسطین بود، در مقیاس ۱:۲۵۰۰ رسم شد.

شهر قدیم اورشلیم (به عبری: העיר העתיקה) یا شهرک قدیم قدس (به عربی: البلدة القديمة (قدس)) بخش تاریخی شهر اورشلیم است که در پشت دیوار و حصار تاریخی این شهر واقع شده است. شهر قدیم اورشلیم در منطقهٔ بیت‌المقدس شرقی واقع شده است که بر اساس حقوق بین‌المللی، بخشی از اراضی تحت اشغال نظامی کرانه باختری می‌باشد. اما دولت اسرائیل از سال ۱۹۸۰ میلادی به این سو، شهر قدیم اورشلیم و همین‌طور کل اورشلیم شرقی را ضمیمهٔ خاک خود کرده است.
شهر تاریخی اورشلیم از حساسیت و اهمیت بین‌المللی بسیاری برخوردار است، چرا که در مساحت کوچک خویش، بناهای تاریخی و مقدس مهم از هر سه دین ابراهیمی را در خود میزبان است. دیوار ندبه، مقدس‌ترین مکان برای یهودیان، کلیسای مقبره مقدس برای مسیحیان، و مسجدالاقصی برای مسلمانان همگی در فاصله‌ای کوتاه از یک دیگر در این شهر قدیمی قرار دارند.